# Philadelphia Lumberjacks
I Philadelphia Lumberjacks sono stati una franchigia di pallacanestro della EPBL, con sede a Filadelfia, in Pennsylvania, attivi tra il 1947 e il 1948.
Disputarono una sola stagione nella lega, terminando con un record di 8-20 e non qualificandosi per i play-off. Scomparvero al termine del campionato.

## Stagioni
| Stagione | Lega | Denominazione            | V | P  | %    | Piazzamento | Play-off |
| -------- | ---- | ------------------------ | - | -- | ---- | ----------- | -------- |
| 1947-48  | EPBL | Philadelphia Lumberjacks | 8 | 20 | 28,6 | 8º          | -        |